# Cordia expansa
Cordia expansa là loài thực vật có hoa trong họ Mồ hôi. Loài này được Lingelsh. mô tả khoa học đầu tiên năm 1909.